# Guatteria campinensis
Guatteria campinensis este o specie de plante angiosperme din genul Guatteria, familia Annonaceae. A fost descrisă pentru prima dată de Morawetz și Paulus Johannes Maria Maas, și a primit numele actual de la Erkens och Paulus Johannes Maria Maas. Conform Catalogue of Life specia Guatteria campinensis nu are subspecii cunoscute.